# Friedrich August von Ausin
Friedrich August von Ausin auch Friedrich August d’Ausin (* 13. Februar 1758 in Bayreuth; † 27. April 1837 in Ansbach) war ein preußischer Beamter und bayerischer Geheimrat.

## Leben

### Herkunft
Friedrich August von Ausin entstammte einer alten französischen Familie aus dem Béarn und war der Sohn des Kammerherrn und Landschaftsrats Johann Ludwig von Ausin (* 1. September 1724 in Berlin; † 11. Januar 1804 in Bayreuth) und dessen Ehefrau Johanna Barbara Magdalene (geb. Segnitz von Schmalfelden) (1731–1804); sein Bruder Carl Ludwig Ausin (* 17. August 1764) wurde später königlich-bayerischer Oberförster in Neuhofen.
Sein Onkel war der Obergerichtsrat Levin d‘ Ausin de Caumont (1715–1783).

### Familie
Am 10. Oktober 1785 heiratete er in erster Ehe Philippine Friederike Wilhelmine (* 1767; † 23. Februar 1790), die einzige Tochter des Reichsfreiherrn Johann Gustav Adolf Buirette von Oehlefeldt; gemeinsam hatten sie zwei Töchter und einen Sohn, darunter:
- Luise (* 23. November 1786; † 7. Juli 1852) ⚭ 1806 Johann Mathias von Ascheberg († 22. Mai 1854), Bayrischer Major a. D.
- Alexander (* 19. September 1789; † 18. Februar 1864)[2] seit 1828 alleiniger Besitzer des Egloffsteinsches Palais in Erlangen ⚭ 1820 Sophie Philippine von Holtz (* 23. Juli 1802; † 28. November 1871)

In zweiter Ehe war er seit dem 2. März 1791 Caroline Friderica Louise († 14. Januar 1829), die Tochter des Freiherrn Philipp Wilhelm Georg von Eyb-Vestenberg verheiratet; die Ehe blieb kinderlos.
Nachdem er 1806 Angehöriger des Königreichs Bayern wurde, bat er für die Familie um die Aufnahme in die bayerische Adelsmatrikel, die am 2. November 1813 unter dem Namen „von Ausin“ erfolgte.

### Werdegang
Friedrich August von Ausin besuchte seit März 1770 das Gymnasium (heute Gymnasium Christian-Ernestinum) in Bayreuth und immatrikulierte sich von Sommer 1776 bis Frühjahr 1779 zu einem Studium der Rechtswissenschaften an der Universität Erlangen.
Nach Beendigung des Studiums war er seit dem 9. Februar 1779 Hofjunker bei Markgraf Christian Friedrich Carl Alexander, bevor er am 9. Oktober 1780 Assessor bei der fürstlichen Kammer in Bayreuth mit Sitz- und Stimmrecht wurde. Am 17. Januar 1783 erfolgte seiner Ernennung zum Kammerjunker und Hofkammerrat in Bayreuth und am 19. August 1785 zum Kammerherrn.
Er wurde am 12. Juni 1790 Vizepräsident der Kammer und Landschaft in Ansbach (siehe auch Fürstentum Ansbach) und war dazu seit Ende 1793 Kammer- und Landschaftsrat.
Nach der Abdankung des Markgrafen und der Vereinigung der Fürstentümer Ansbach und Bayreuth mit Preußen, erfolgte am 3. März 1795 seine Bestallung als Präsident der Kriegs- und Domänenkammer Ansbach, bevor er am 15. April 1796 als Landeshauptmann und Stadtpräsident, mit dem Prädikat Wirklicher Geheimrat, nach Erlangen versetzt wurde; als Nachfolger in der Kriegs- und Domänenkammer folgte ihm Friedrich von Schuckmann.
Friedrich August von Ausin war bis 1806 als Landeshauptmann tätig und blieb dann unter der späteren bayerischen Regierung, bis er 1820, auf eigenen Wunsch, als Polizeidirektor in den Ruhestand ging.
Er starb als königlich-bayrischer Geheimrat in Ansbach.